# Kermaria
Kermaria – (bułg.: Кира-Мария, Kira-Marija) córka cara bułgarskiego Mico Asena, żona cara Jerzego I Tertera.

## Życie
Kermaria była córką Mico Asena i Marii Asenowny córki cara Iwana Asena II. W 1256 roku po śmierci ostatniego męskiego potomka z dynastii Asenowiczów Mico Asen ogłosił się w Tyrnowie carem Bułgarii. Związki z dynastią panującą okazały się jednak niewystarczające dla niego w walce o utrzymanie władzy. W 1257 roku, kiedy bojarzy tyrnowscy poparli Konstantyna Ticha, Mico musiał ustąpić z Tyrnowa. Pokonany przez przeciwnika schronił się na dworze bizantyńskim. Uciekając do Bizancjum przekazał w ręce cesarza Michała VIII portowe miasta bułgarskie: Messembrię i Anchialos, a cesarz przyznał mu ziemię w Troadzie. Kermaria wzrastała w Bizancjum.
Po śmierci Konstantyna Asena Ticha w 1277 roku, jej brat, Iwan Mico, poślubił córkę cesarza bizantyńskiego Michała VIII, Irenę i na czele armii dowodzonej przez bizantyńskiego generała wyruszył do Bułgarii, by upomnieć się o prawa do tronu po ojcu. Carowa wdowa Maria rządząca w imieniu małoletniego syna Michała II Ticha porozumiała się wówczas z przywódcą powstania chłopskiego Iwajłą, który poślubiwszy ją koronował się na cara i odparł zmierzających ku Tyrnowu Greków. Dopiero kolejna wyprawa bizantyńska w 1279 roku, gdy Iwajło zajęty był na północy walką z Tatrami pozwoliła Iwanowi opanować Tyrnowo i koronować się na cara pod imieniem Iwana Asena III.
Objęcie władzy przez Iwana Asena III i oblężenie Iwajły w twierdzy na północy nie uspokoiło sytuacji. Nowy, wychowany wśród Greków car nie umiał pozyskać sobie swych bułgarskich poddanych. Skłócone dotychczas bojarstwo zaczęło skupiać się wokół, cieszącego się wielkim uznaniem wojska, bojara Jerzego Tertera. Chcąc go przeciągnąć na swą stronę Iwan Asen III, za namową Michała VIII, wydał za niego w 1279 roku swoją siostrę Kermarię. Jego dotychczasowa żona Maria wraz z synem Teodorem Swetosławem znalazła się wówczas w Bizancjum, jako zakładniczka lojalności Jerzego Tertera. Nie przyniosło to jednak spodziewanych rezultatów. W dodatku wiosną 1280 roku przeszedł do ofensywy Iwajło, wyzwalając znaczną część kraju. Zagroził nawet Iwanowi Asenowi III w Tyrnowie. Latem 1280 roku rozbił w dwóch bitwach armie bizantyńskie. Po tych klęskach Iwan Asen III wraz żoną zbiegli do Bizancjum rezygnując z władzy carskiej.
Iwajle nie udało się jednak ponownie zdobyć Tyrnowa. Zmęczone trwającymi kilka lat walkami wojsko chłopskie zaczęło go opuszczać. Szukając pomocy udał się do ordy tatarskiej na dwór Nogaja, gdzie zginął podczas uczty. Jerzy Terter został sam na placu boju i koronował się na cara Bułgarów.
Jego małżeństwo z Kermarią przetrwało do 1284 roku. Po objęciu władzy Jerzy I Terter rozpoczął bowiem zabiegi o powrót swojej pierwszej żony i syna. Ostatecznie na mocy układów podpisanych w 1284 roku dokonał wymiany żon. Odzyskał Marię i syna, a Kermaria powróciła do Bizancjum.

## Związki rodzinne
|  |                            |                                   |                                             |                                             |                                                       |                                                       |                                   |                                               |                                                           |                                                           |  |
|  | 1 Anna (Anisja)            | 1 Anna (Anisja)                   | Iwan Asen II (zm. 1241, panował 1218–1241)  | Iwan Asen II (zm. 1241, panował 1218–1241)  | 2 Anna Maria Węgierska                                | 2 Anna Maria Węgierska                                | 3 Irena Komnena                   | 3 Irena Komnena                               |                                                           |                                                           |  |
|  |                            |                                   |                                             |                                             |                                                       |                                                       |                                   |                                               |                                                           |                                                           |  |
|  |                            | 1                                 | 1                                           | 2                                           | 2                                                     | 2                                                     | 2                                 | 3                                             | 3                                                         | 3                                                         |  |
|  |                            | Biełosława (?) ∞ Stefan Władysław | Biełosława (?) ∞ Stefan Władysław           | Tamara                                      | Tamara                                                | Piotr zm. 1237                                        | Piotr zm. 1237                    | Anna Teodora ∞ sewastokrator Piotr            | Anna Teodora ∞ sewastokrator Piotr                        |                                                           |  |
|  | Maria (?) ∞ Teodor Angelos | Maria (?) ∞ Teodor Angelos        | Helena ∞ Teodor II Laskarys                 | Helena ∞ Teodor II Laskarys                 | Koloman I Asen (ur. 1235, zm. 1246 panował 1241–1246) | Koloman I Asen (ur. 1235, zm. 1246 panował 1241–1246) | Maria ∞ Mico (panował 1256–1257)  | Maria ∞ Mico (panował 1256–1257)              | Michał I Asen (ur. 1238/1241, zm. 1256 panował 1246–1256) | Michał I Asen (ur. 1238/1241, zm. 1256 panował 1246–1256) |  |
|  |                            |                                   |                                             |                                             |                                                       |                                                       |                                   |                                               |                                                           |                                                           |  |
|  |                            |                                   |                                             |                                             |                                                       |                                                       |                                   |                                               |                                                           |                                                           |  |
|  |                            |                                   | Irena ∞ Konstantyn Tich (panował 1257–1277) | Irena ∞ Konstantyn Tich (panował 1257–1277) |                                                       | Iwan Asen III (panował 1279–1280)                     | Iwan Asen III (panował 1279–1280) | Kermaria ∞ Jerzy I Terter (panował 1280–1292) | Kermaria ∞ Jerzy I Terter (panował 1280–1292)             |                                                           |  |